# Roman Ivlev
Roman Ivlev (né le 4 novembre 1993) est un coureur cycliste Russe, spécialiste de la piste.

## Palmarès sur route
- 2010
  - Circuito Cántabro Junior :
    - Classement général
    - 3e étape

  - 2e étape de la Bizkaiko Itzulia
- 2011
  -  Champion de Russie du contre-la-montre juniors
  - 2e étape a de la Vuelta al Besaya
  - 4e du championnat d'Europe du contre-la-montre juniors
  - 6e du championnat du monde sur route juniors

## Palmarès sur piste

### Championnats du monde
- Montichiari 2010
  -  Médaillé d'argent de l'américaine juniors
- Moscou 2011
  -  Médaillé d'argent de la poursuite par équipes juniors
  -  Médaillé d'argent de l'omnium juniors

### Championnats d'Europe
- Saint-Pétersbourg 2010
  -  Champion d'Europe de poursuite par équipes juniors (avec Pavel Karpenkov, Evgeny Shalunov et Kirill Sveshnikov)
  -  Médaillé d'argent de l'américaine juniors
  -  Médaillé de bronze de la course aux points juniors
- Anadia 2011
  -  Médaillé de bronze de la poursuite par équipes juniors

### Championnats de Russie
- 2011
  - 3e du championnat de Russie de poursuite par équipes